# Bossonalla
La bossonalla fou un tipus de moneda de billó de poc valor, especialment una de les monedes de Pere I, encunyada entre els anys 1209 i 1212.